# Neckera emersa
Neckera emersa är en bladmossart som beskrevs av C. Müller och Georg Ernst Ludwig Hampe 1855. Neckera emersa ingår i släktet fjädermossor, och familjen Neckeraceae. Inga underarter finns listade i Catalogue of Life.